# Almost Human
Almost Human is een nummer van de Engelse alternatieve rockband Air Traffic uit 2017.
"Almost Human" was de eerste single van Air Traffic in acht jaar. Hoewel het nummer flopte in thuisland het Verenigd Koninkrijk en in Nederland, werd het in Vlaanderen wel een klein succesje. Het bereikte daar de 15e positie in de Tipparade. Na dit nummer heeft Air Traffic tot nu toe geen nieuwe singles meer uitgebracht.